# Leverage
«Leverage» — четвертий студійний альбом німецького фольк-метал-гурту Lyriel. Реліз відбувся 14 лютого 2012 через лейбл AFM Records.

## Список композицій
| #   | Назва                                                              | Тривалість |
| --- | ------------------------------------------------------------------ | ---------- |
| 1.  | «When It's Coming to an End...»                                    | 1:39       |
| 2.  | «Leverage»                                                         | 3:49       |
| 3.  | «Parting» (текст поеми Шарлотти Бронте)                            | 3:24       |
| 4.  | «Voices in My Head»                                                | 4:18       |
| 5.  | «The Road Not Taken» (текст поеми Роберта Фрост)                   | 3:45       |
| 6.  | «White Lily»                                                       | 4:05       |
| 7.  | «Aus der Tiefe [From the Depth]»                                   | 3:21       |
| 8.  | «Wenn die Engel fallen» (із Томасом Ліднером)                      | 3:21       |
| 9.  | «Side by Side»                                                     | 3:00       |
| 10. | «Repentance»                                                       | 4:10       |
| 11. | «Everything's Coming Up Roses» (бонусний трек подовженого видання) | 3:24       |

## Учасники запису
- Джессіка Тіерюнг — вокал
- Тім Зонненштуль — гітари
- Штеффен Фельдман — бас-гітара
- Джун Лаукамп — скрипка
- Оллівер Тіерюнг — гітари, задній вокал
- Маркус Фідорра — ударні
- Лінда Лаукамп — віолончель, задній вокал